# منطقه حفاظت‌شده گلپرآباد
منطقه حفاظت شده گلپرآباد با مساحت ۸۳۲۶ هکتار، در فاصله حدود ۴۰ کیلومتری جنوب شرقی شهرستان ملایر، استان همدان واقع گردیده‌است. این منطقه شامل تپه ماهورها و قسمت‌هایی از آن صخره‌ای و در پایین دست مناطق دشتی وجود دارد و در کل دارای سیمای کوهستانی است و جزء پیش کوه‌های زاگرس غربی به‌شمار می‌آید. زمستان این منطقه سرد و نزولات جوی اغلب به صورت برف می‌باشد. براین اساس در سال ۱۳۸۵ به عنوان منطقه شکار ممنوع معرفی و سپس به‌دلیل داشتن شرایط مساعد زیستی و تنوع گونه‌ای مناسب در سال ۱۳۸۶ به عنوان منطقه حفاظت شده ارتقاء سطح یافته‌است. این زیستگاه در امتداد رشته کوه آهنگران و در ضلع جنوب شرقی لشگردر می‌باشد. پوشش گیاهی غالب در مناطق دشتی مرتعی و در تپه ماهورها به صورت بوته‌ای و در ارتفاعات درختچه‌ها وجود دارند. از گونه‌های گیاهی این منطقه می‌توان ورک، سنجد، بادام کوهی، زالزالک، آلبالو وحشی، کنگر، گون، شکر تیغال، گراس، جو وحشی، بله گوش، جگن، جاروکوهی، آویشن، چای کوهی، بومادران و… نام برد. این منطقه زیستگاه گونه حمایت شده قوچ و میش ارمنی می‌باشد. از دیگر پستانداران منطقه گرگ، کفتار، شغال، تشی، رودک، روباه و از پرندگان این منطقه کبک، تیهو، انواع گنجشک سانان، کمر کولی، سار، پری شاهرخ، عقاب طلایی و دلیجه را می‌توان نام برد.
گلپرآباد با وسعتی حدود ۸۳۲۶ هکتار، در فاصله حدود ۴۰ کیلومتری جنوب شرقی شهرستان ملایر، و در محدوده جغرافیایی ۳۴ درجه و ۹ دقیقه تا ۳۴ درجه و ۱۵ دقیقه عرض شمالی و ۴۸ درجه تا ۴۹ درجه و ۷ دقیقه طول شرقی واقع گردیده‌است. این منطقه شامل تپه ماهورها و قسمتهایی از آن صخره‌ای و در پایین دست مناطق دشتی وجود دارد و در کل دارای سیمای کوهستانی است. زمستان این منطقه سرد ونزولات جوی اغلب به صورت برف می‌باشد.
دراین منطقه تعداد ۶ چشمه شناسایی شده که پراکنش مناسبی دارند. ازاین رو در تأمین آب وحوش بسیار مهم وحیاتی می‌باشند. در پیرامون منطقه سه روستای ده میانه، گرجائی و گلپرآباد قرار دارند. این منطقه دارای بسیاری از قابلیتهای منطقه لشگردر می‌باشد و جزء پیش کوه‌های زاگرس غربی به‌شمار می‌آید و از شمال و جنوب با ارتفاعات متعددی محدود شده‌است و تحت تأثیر جریانات عمومی هوا در این بخش اززاگرس می باشد و به رغم کم بودن میزان نزولات جوی (حدود ۳۰۰ میلی‌متر میانگین سالانه) و محدودیت منابع آبی و استقرار در اکوسیستم سرد وخشک، از تنوع حیاتی به ویژه پوشش گیاهی بسیار غنی برخوردار است. از این رو رشد و تکثیر حیات وحش آن در خور توجه‌است. براین اساس در سال ۱۳۸۵ به عنوان منطقه شکار ممنوع معرفی و سپس به‌دلیل داشتن شرایط مساعد زیستی و تنوع گونه‌ای مناسب در سال ۱۳۸۶ به عنوان منطقه حفاظت شده ارتقاء سطح یافته‌است.

## موقعیت جغرافیایی
این زیستگاه در امتداد رشته کوهآهنگران ودرضلع جنوب شرقی لشگردر می‌باشد. لازم است ذکر شود که بخشی از این منطقه در حوزه استحفاظی استان مرکزی قرار دارد. این منطقه دارای بسیاری از قابلیتهای منطقه لشگردر می‌باشد این منطقه زیستگاهی، جزء پیش کوه‌های زاگرس غربی به‌شمار می‌آید و از شمال و جنوب با ارتفاعات متعددی محدود شده‌است و تحت تأثیر جریانات عمومی هوا در این بخش از زاگرس قرار دارد. این منطقه شامل تپه ماهورها و قسمتهایی از آن صخره‌ای می‌باشد. در پایین دست مناطق دشتی وجود دارد ودارای سیمایی کوهستانی است. زمستان این منطقه سرد ونزولات جوی اغلب به صورت برف می‌باشد. راه‌های دسترسی ازقسمت شمالی منطقه از طریق جاده گاز اراک- ملایر و از قسمت جنوبی از طریق جاده آسفالته احمد روغنی – گلپرآباد می‌باشد. همچنین در داخل منطقه جاده‌های جیپ رو وجود دارند. به رغم کم بودن میزان نزولات جوی (حدود ۳۰۰ میلی‌متر میانگین سالانه) و محدودیت منابع آبی و استقرار در اکوسیستم خشک و سرد، از تنوع حیاتی به ویژه پوشش گیاهی بسیار غنی برخوردار است. از این رو رشد و تکثیر حیات وحش آن در خور توجه‌است.

## پوشش گیاهی
تیپ پوشش گیاهی غالب در مناطق دشتی مرتعی و در تپه ماهورها به صورت بوته‌ای و در ارتفاعات درختچه‌ها وجود دارند. از گونه‌های گیاهی این منطقه می‌توان ورک، سنجد، بادام کوهی، زالزالک، آلبالو وحشی، کنگر، گون، شکر تیغال، گراس، جو وحشی، بله گوش، جگن، جاروکوهی، آویشن، چای کوهی، بومادران و… را می‌توان نام برد. این منطقه زیستگاه گونه حمایت شده قوچ و میش ارمنی می‌باشد. از دیگر پستانداران منطقه گرگ، کفتار، شغال، تشی، رودک، روباه و از پرندگان این منطقه کبک، تیهو، انواع گنجشک سانان، کمر کولی، سار، پری شاهرخ، عقاب طلایی و دلیجهرا می‌توان نام برد.

## حدود اربعه
شمالاً: از محل تلاقی مرز مشترک با منطقه لشگردر محل قنات روستای جوزان به سمت شرق در امتداد حد جنوبی مسیر جاده اختصاصی گاز تا ایستگاه سوم ۲۵۰ پونت و از آنجا تا تقاطع جاده آسفالته بین روستای سرچال نبی دره.
غرباً: از قنات احمد روغنی به سمت شمال در امتداد مرز شرقی منطقه حفاظت شده لشگردر الی قنات روستای جوزان.
جنوباً: از قنات روستای گرچائی به سمت غرب در امتداد جاده بین مزارع وقنات روستای گرچائی بعد از عبور از شمال کودره خزینه وجاده جیپ رو اختصاصی دکلهای برق فشار قوی تا قنات روستای گلپرآباد و از آنجا در امتداد جاده آسفالته پس از عبور از روستای ده میانه الی قنات روستای احمد روغنی.
شرقاً: از نبی دره در امتداد جاده آسفالته به سمت جنوب الی روستای سرچال و از آنجا از طریق جاده جیپ رو به قنات روستای گرچائی.